# Табулатура

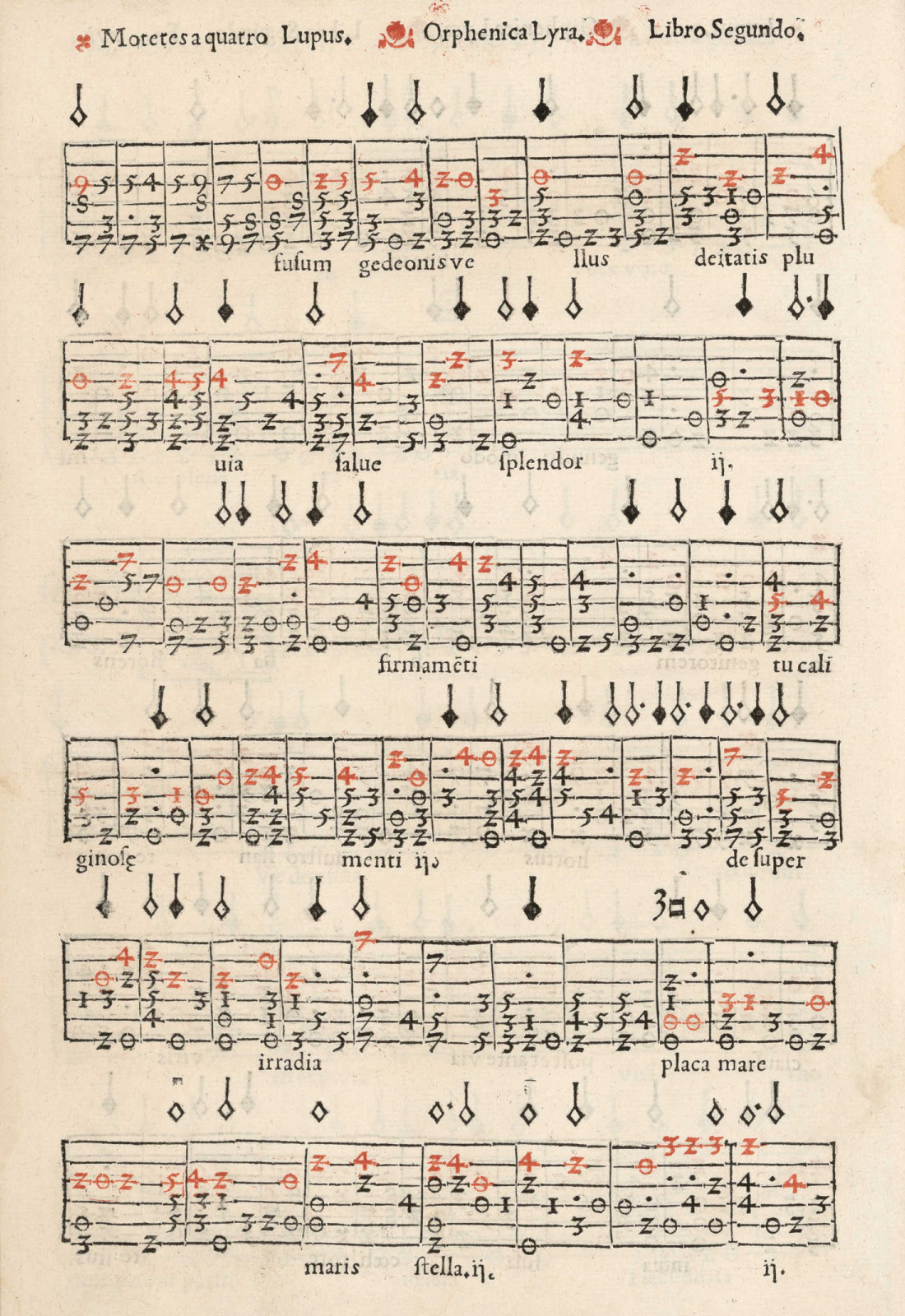
Приклад табулатури для віуели з книги Мігеля де Фуенльяна «Orphenica Lyra» (1554 р.). Червоними цифрами відмічена вокальна партія

Табулатура, або табулятура — форма (схема) інструментальної нотації, що використовує замість нот (чи поряд з нотами) букви або цифри.
У типовій табулатурі мелодія показана на кількох горизонтальних лініях, (у випадку з гітарною табулатурою) що відповідають струнам гітари; ноти позначені цифрами ладів і розташовані послідовно за долями.
Переробка в табулатуру вокального оригіналу має назву інтабуляція.

## Графічне зображення
Як приклад, розглянемо гітару (оскільки гітарних табулатур набагато більше, ніж будь-яких інших, наприклад клавішних табулатур). Класична гітара має шість струн, пронумерованими від тонкої (першої) до товстої (шостої):

1)---------------------------------------

2)---------------------------------------

3)---------------------------------------

4)---------------------------------------

5)---------------------------------------

6)---------------------------------------

Звук створюється шляхом притиснення струни на певному ладу і її щипком над декою. На табулатурах потрібний лад позначається арабською цифрою. Цифра 0 відповідає відпущеній (не притисненій) струні, символ «x» відповідає приглушеній струні (не звучить в акорді). Довжина ноти характеризується кількістю вільних символів між нотами (тобто, простіше кажучи, кількістю дефісів «-»).
Табулатура вступу композиції «В траве сидел кузнечик»:

1) |-5-0-5-0-5-4-4---4-0-4-0-4-5-5---------

2) |---------------------------------------

3) |---------------------------------------

4) |---------------------------------------

5) |---------------------------------------

6) |---------------------------------------

Часто табулатури також містять різні покажчики, необхідні для правильної гри. Наприклад:

D |-12-9---------------------------|

A |------12-9----------------------|

F |-----------11-9-11b-9-----------|

C |----------------------11-9-9h11-|

G |--------------------------------|

D |--------------------------------|

У цій табулатурі показано, що сьому ноту потрібно взяти з прийомом «бенд», а останню ноту висхідним легато («hammer-on») — 11-ту ноту граємо звичайним чином, а 12-ту граємо лише притисненням відповідного їй ладу. Крім того, замість номерів струн тут позначені ноти, відповідні звучанню відкритої струни — замість стандартного ладу ми (EBGDAE) тут використовується знижений на один тон лад ре (DAFCGD).

## Спеціальне ПЗ
В останні кілька років широке поширення отримали табулатури, створені за допомогою спеціальних програм-редакторів табулатур (Guitar Pro, TuxGuitar та аналогічного ПО). Перевага цих програм в тому, що крім розширеного інструментарію написання табулатур (раніше музикантам доводилося задовольнятися текстовими редакторами при написанні табулатур на комп'ютері), вони мають можливість одночасного програшу декількох табулатурних доріжок за допомогою MIDI-синтезатора.

## Юридичне питання
На даний час для всього світу той факт, що табулатура не порушує жодних авторських прав, вже стала аксіомою. Проте, ще 9 грудня 2005 року представник компанії MPA (Music Publishers Association — Асоціація Видавців Музики) оголосив про те, що планується переводити систему розповсюдження табулатур на повністю комерційну основу. Великі сайти з їхніми архівами були змушені закритися «до з'ясування обставин».